# Рай (Тернопільський район)
Рай — село в Україні, в Бережанській міській громаді Тернопільського району Тернопільської області України. До 2018 року було підпорядковане Бережанській міськраді. Передмістя Бережан.
Населення — 726 осіб (2007). Дворів — 222.
Розташоване в центрі району. У селі є Раївський парк — пам'ятка садово-паркового мистецтва загальнодержавного значення, де зберігається Раївський мисливський палац. Поблизу села ростуть ботанічні пам'ятки природи — дерева «Богатир» та «Велетень».

## Географія
У селі є вулиці: Орлика, Польова, Польова Бічна та Раївська.

## Історія
Перша писемна згадка — 1540 рік[де?].
Тут колись розташовувалася заміська резиденція Сенявських, Любомирських та Потоцьких.
Діяли «Просвіта», «Січ», «Луг» та інші товариства.
Під час німецької окупації нацисти розстріляли біля Раю близько 13 тис. мешканців Бережан і навколишніх сіл.
12 червня 2020 року, відповідно до розпорядження Кабінету Міністрів України № 724-р «Про визначення адміністративних центрів та затвердження територій територіальних громад Тернопільської області» увійшло до складу Бережанської міської громади.
19 липня 2020 року, в результаті адміністративно-територіальної реформи та ліквідації Бережанського району, село увійшло до складу Тернопільського району.

## Політика

### Парламентські вибори, 2019
На позачергових парламентських виборах 2019 року у селі функціонувала окрема виборча дільниця № 610011, розташована у приміщенні народного дому.
Результати
- зареєстровано 628 виборців, явка 56,37%, найбільше голосів віддано за «Слугу народу» — 27,43%, за Всеукраїнське об'єднання «Батьківщина» і «Європейську Солідарність» — по 15,43%[5]. В одномандатному окрузі найбільше голосів отримав Іван Чайківський (самовисування) — 25,81%, за Людмилу Шидлюх (Патріот) — 23,75%, за Володимира Кісілевича (Слуга народу) — 20,53%[6].

## Населення
За даними перепису населення 2001 року мовний склад населення села був таким:
| Мова       | Число ос. | Відсоток |
| ---------- | --------- | -------- |
| українська |           | 99,34    |
| російська  |           | 0,66     |

## Релігія
- церква Покрови Пресвятої Богородиці (1878, кам'яна, УГКЦ).
- монастир блаженного мученика Миколая Чарнецького (УГКЦ).

## Пам'ятки

### Палац Потоцьких (Раївський мисливський палац)
Александер Потоцький на місці старого мисливського замку побудував палац та заклав парк. Раніше палац прикрашали 4 башти на кожному з рогів будівлі та гарний фронтон — до наших часів не збереглися, вони зникли після воєнної перебудови.
У палаці містилась велика бібліотека, в ній знаходились рукописи з ХІІІ ст., хроніки родів, пов'язаних з власниками. Складалася з творів 3030 авторів в 4032 томах та 544 брошурах. Одним з найцінніших екземплярів тут була Острозька Біблія.
У XIX ст. палац перебудовано за проектом Яна Рудського-Венджика. Будівля сильно постраждала під час першої та другої світових воєн. 1952 р. у палаці було проведено капітальний ремонт.
Споруджено памʼятний хрест на честь скасування панщини (1848 р.). Відновлений 2 жовтня 1887 р.

### Пам'ятники
Споруджено пам'ятник Дмитру Мирону (1998, скульптор І. Сонсядло).

## Соціальна сфера
Працюють ЗОШ 1 ступ., бібліотека. Діє сиротинець «Дім світла Христового».

## Відомі люди

### Народилися
- о. Василь Баран — в'язень концтабору «Береза Картузька»
- Остап Баран — лікар, громадський діяч;
- Михайло Клецор — громадський діяч, Почесний громадянин міста Бережани;
- Дмитро Мирон, «Орлик» — громадсько-політичний діяч, пластун, крайовий провідник ОУН на Східно-Українських землях.
- Андрій Фліссак — науковець, педагог, дипломат, держслужбовець.[8]

### Перебували
- Август II Фрідріх — курфюрст Саксонії і король Польщі, відвідав гетьмана А. Сенявського у Літньому палаці (Мисливському палацику) 1698 року[9].

### Поховані
- Скакун Віталій Володимирович, загинув у перший день російського вторгнення в Україну, Герой України (посмертно).

## Галерея

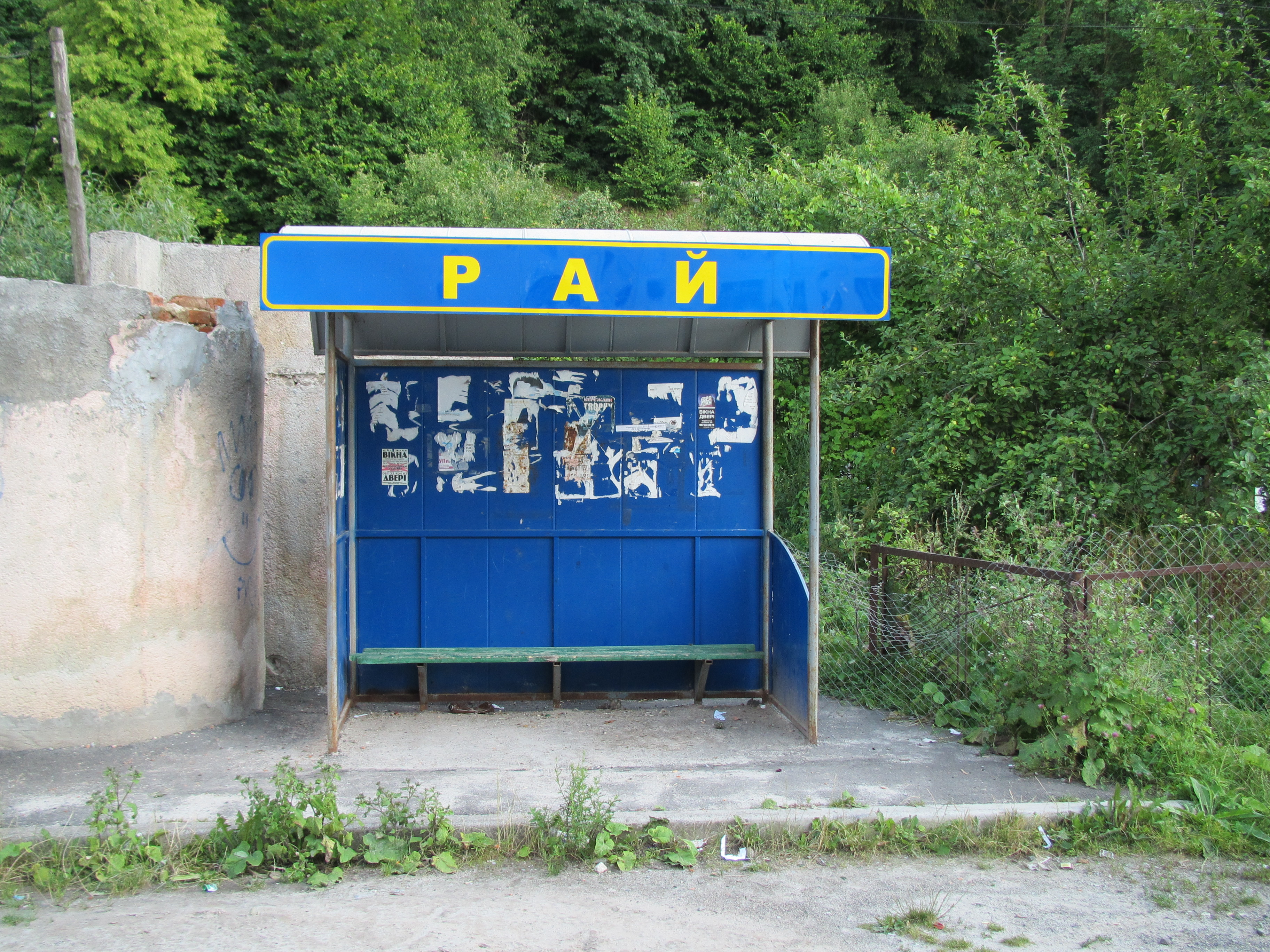
Автобусна зупинка
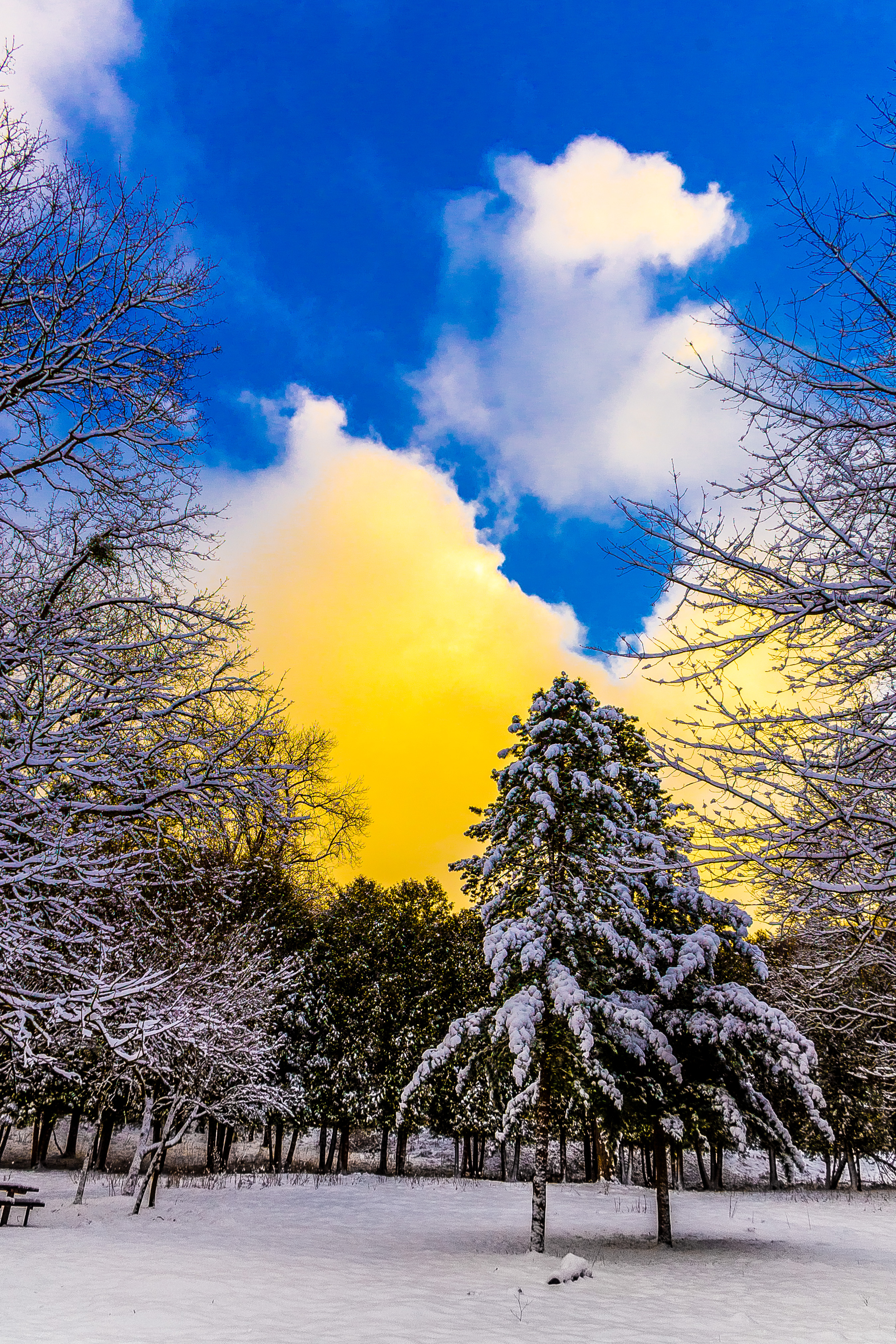
Парк у Раю
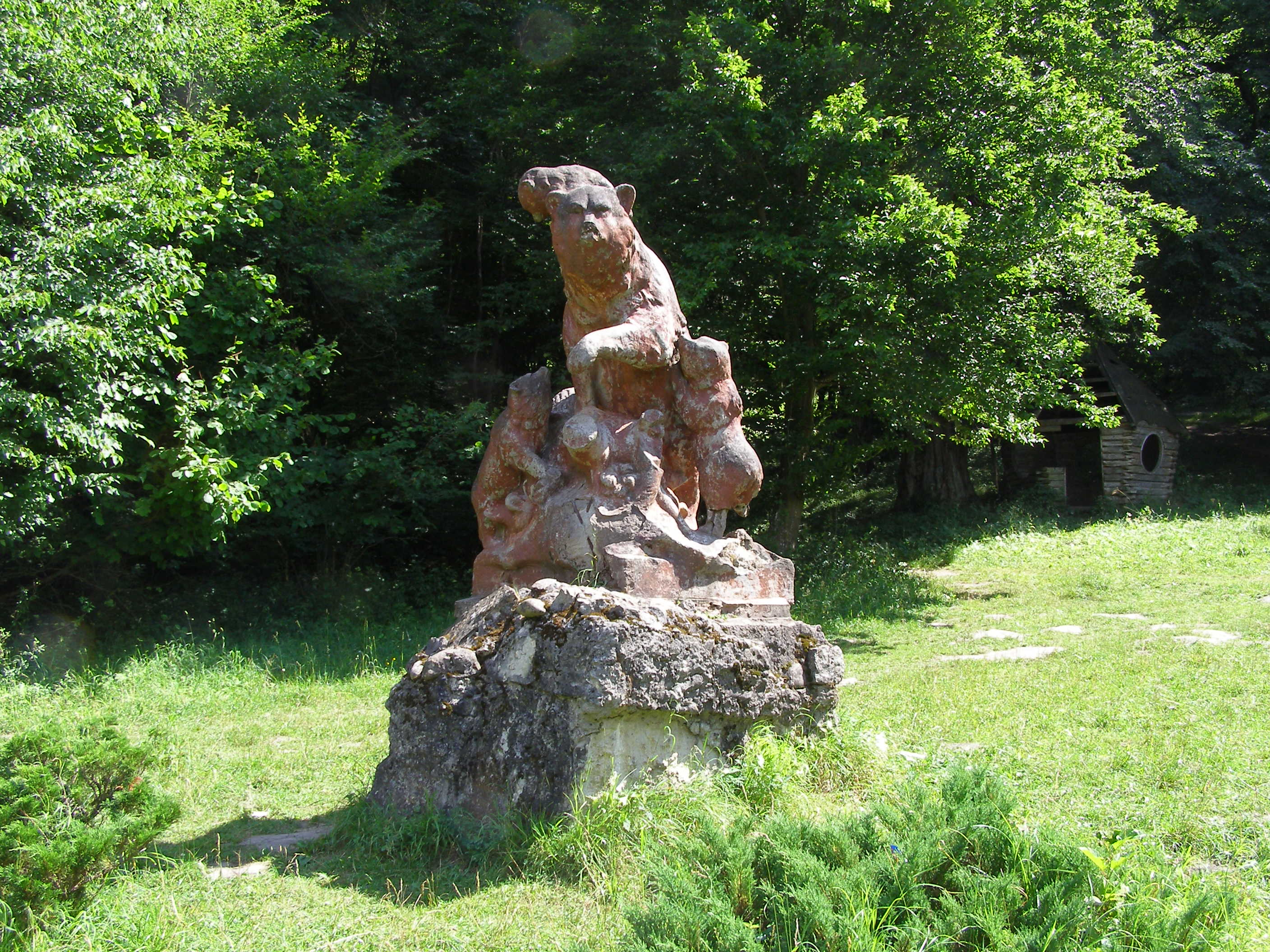
Скульптура "Ведмеді"
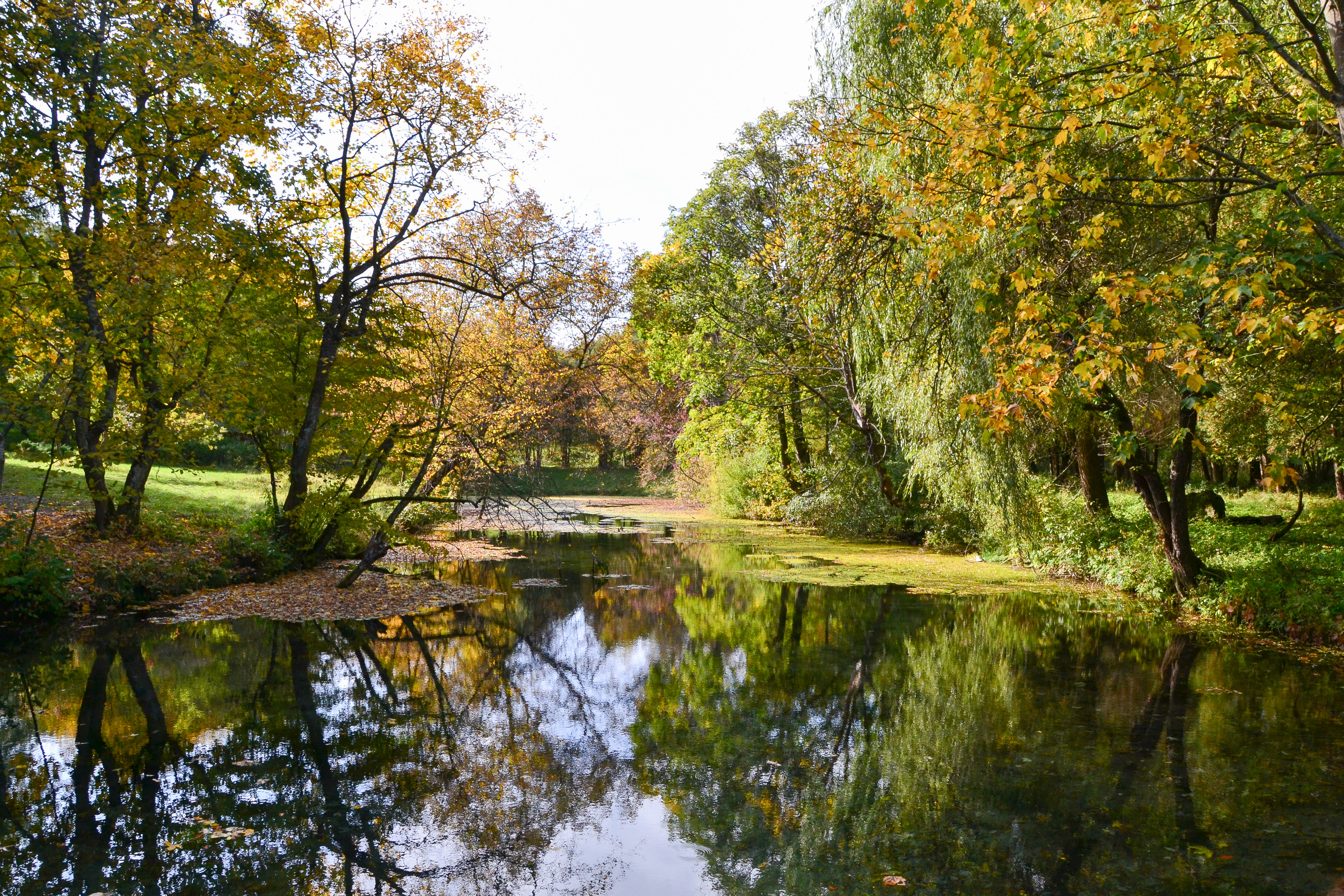
Парк
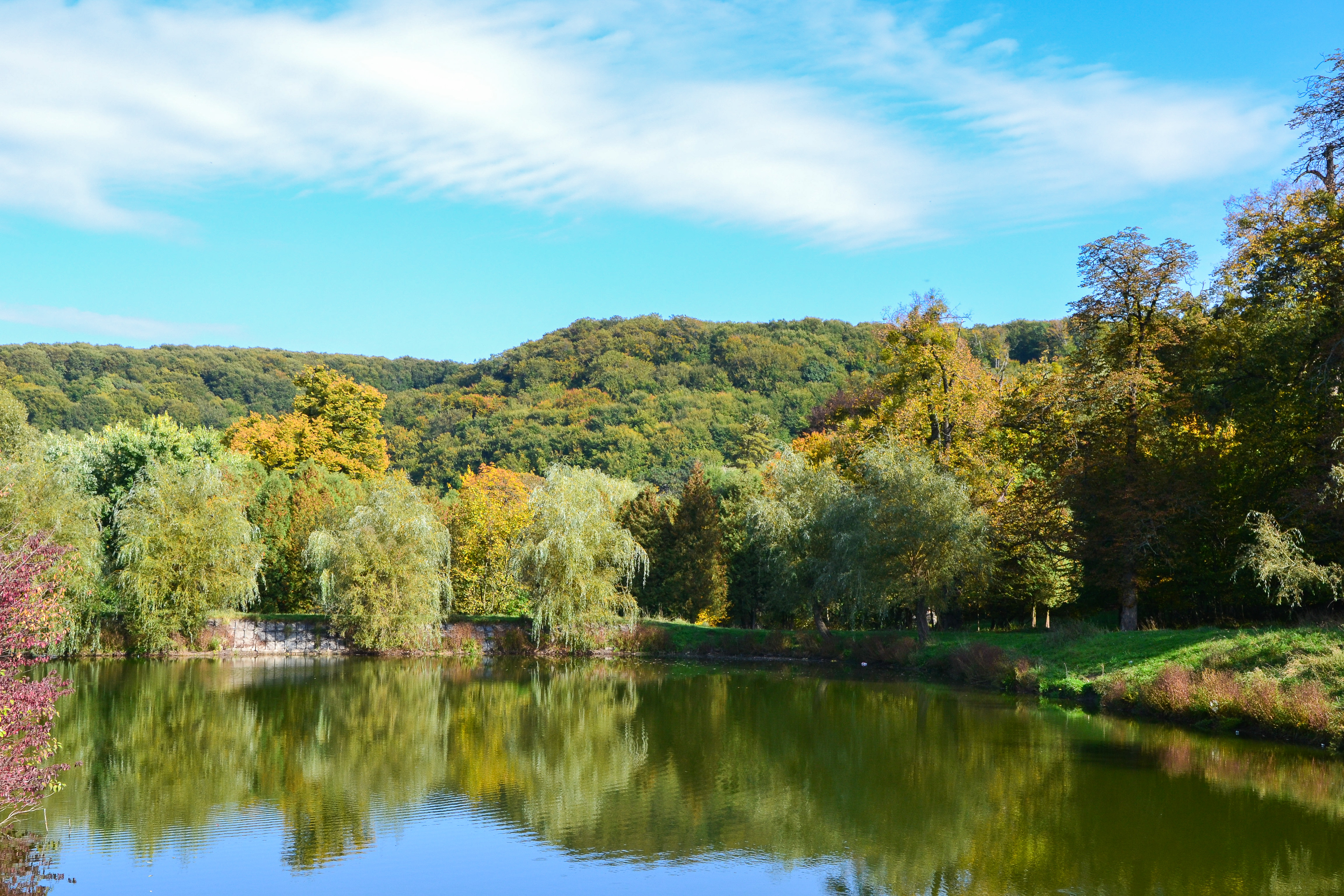
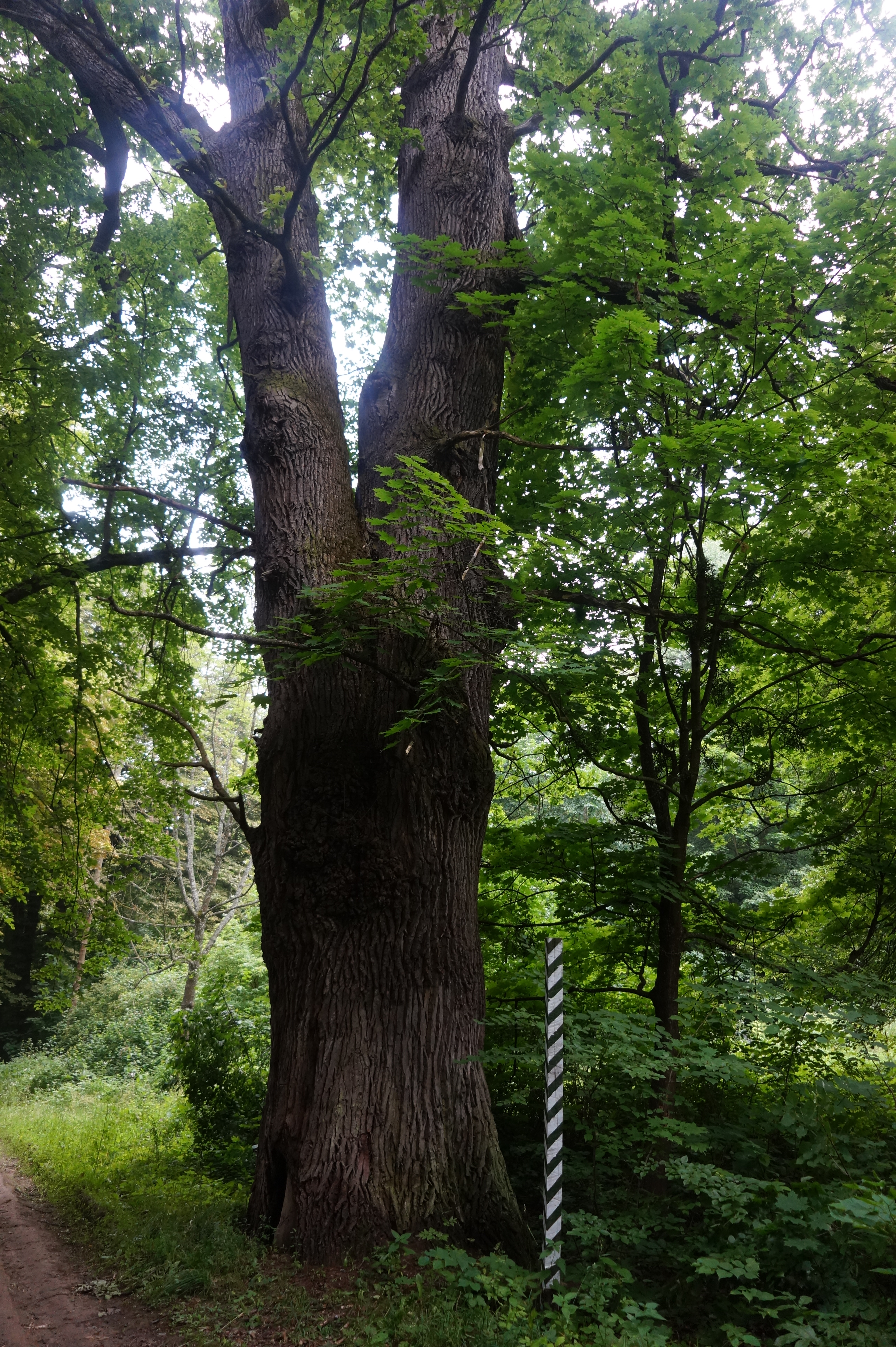
дуб Велетень
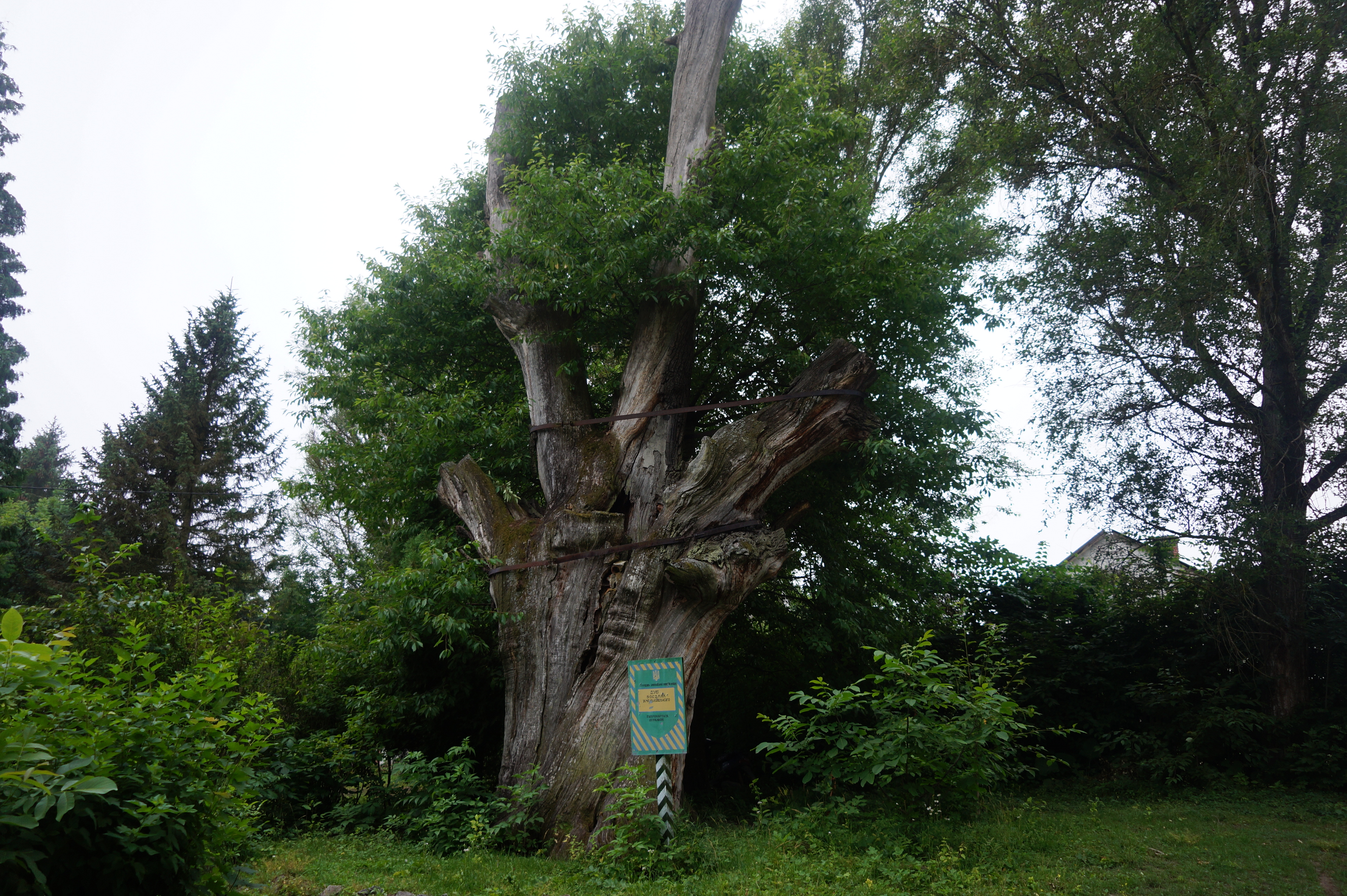
Дуб Богдана Хмельницького
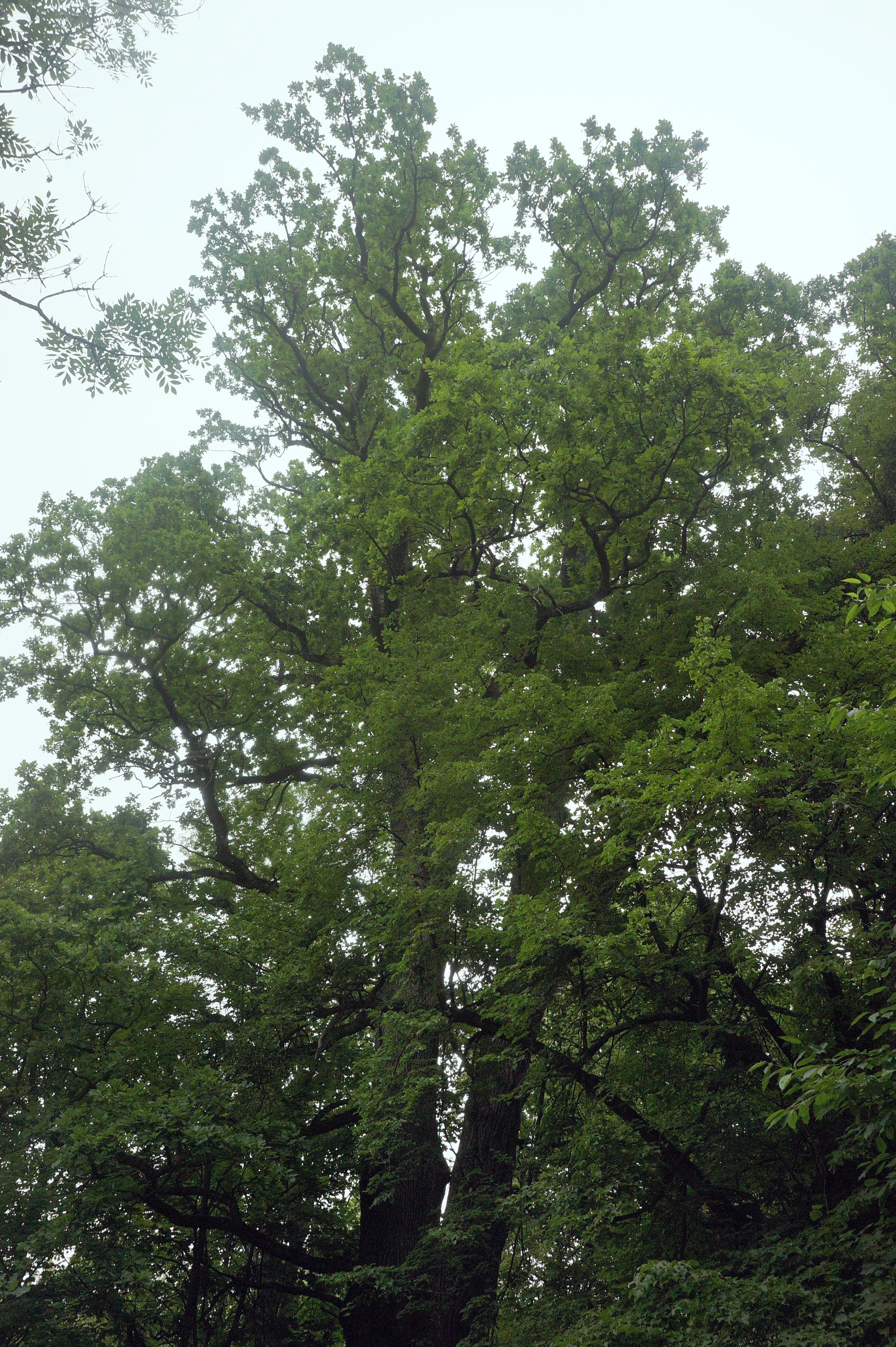
Дуб Богатир
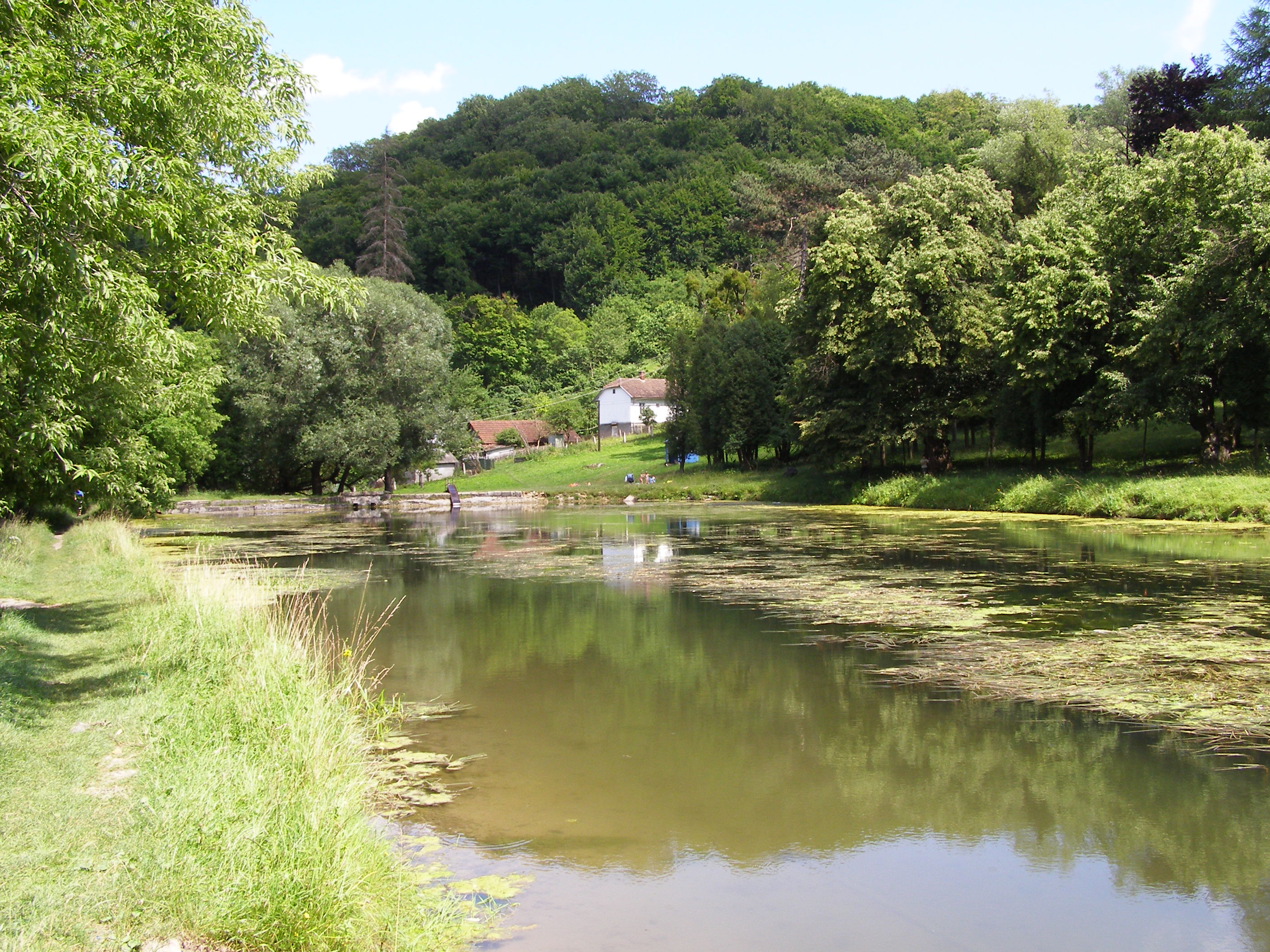
Бережанський дендропарк
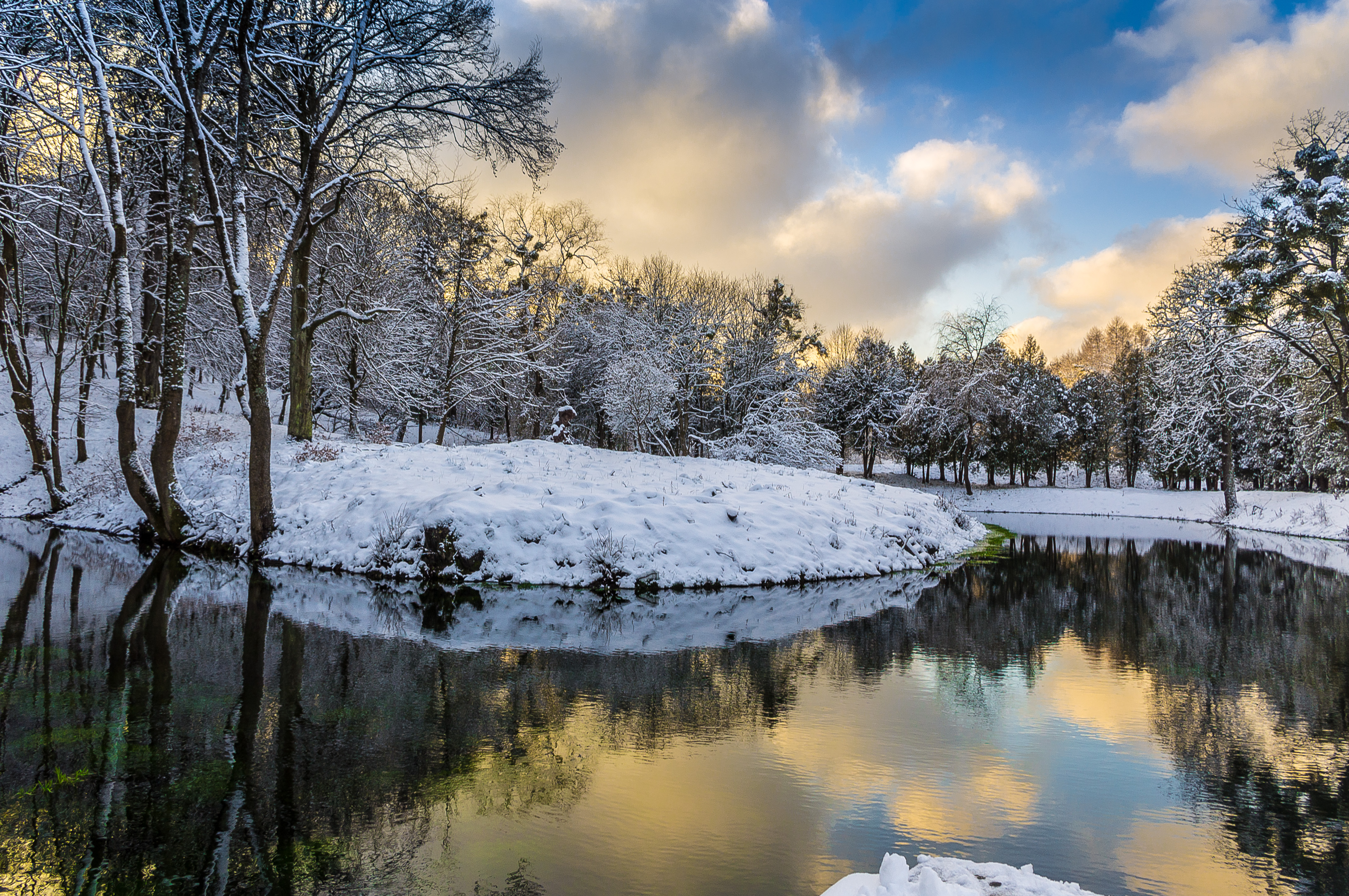
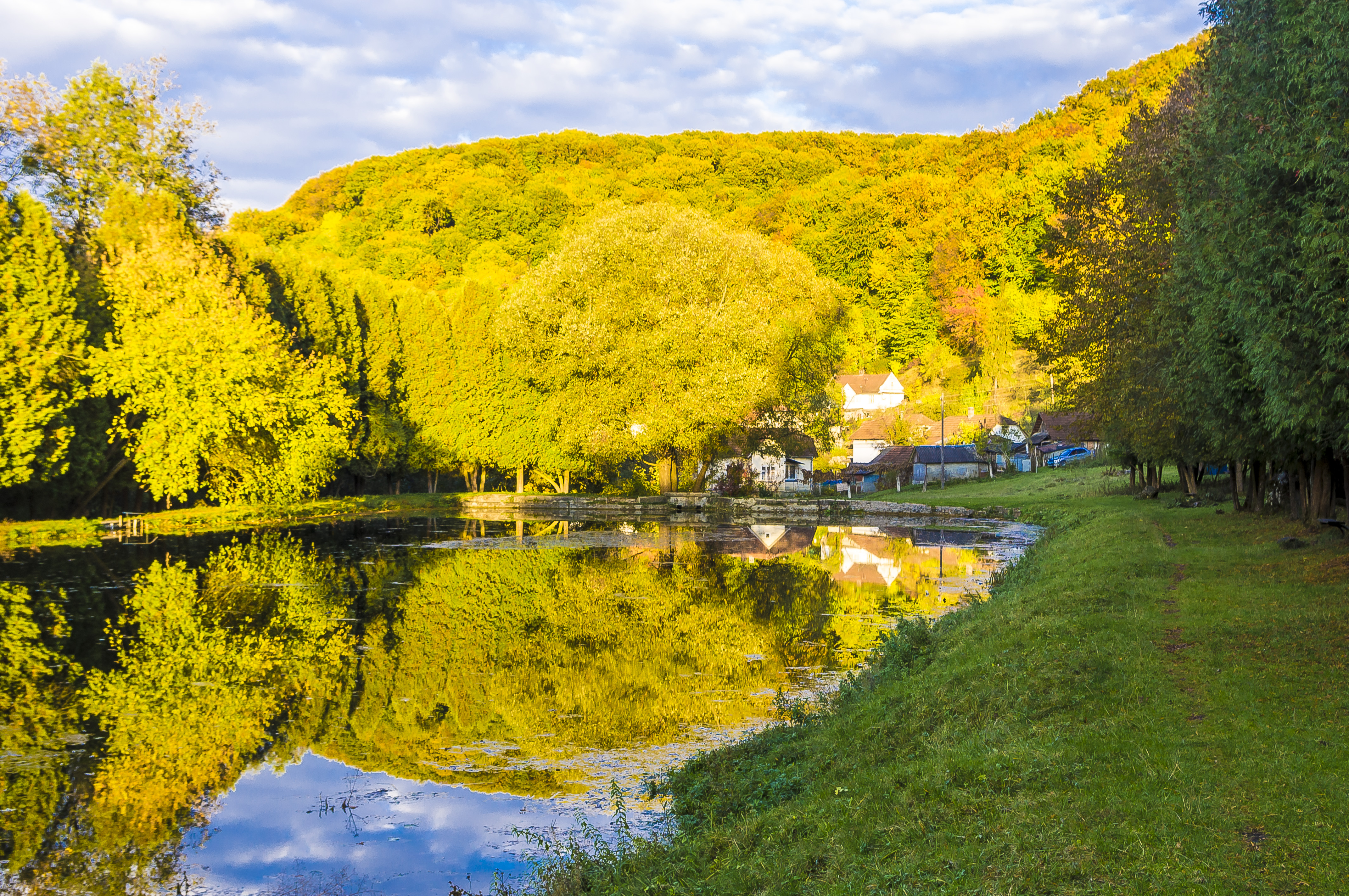
Озеро восени
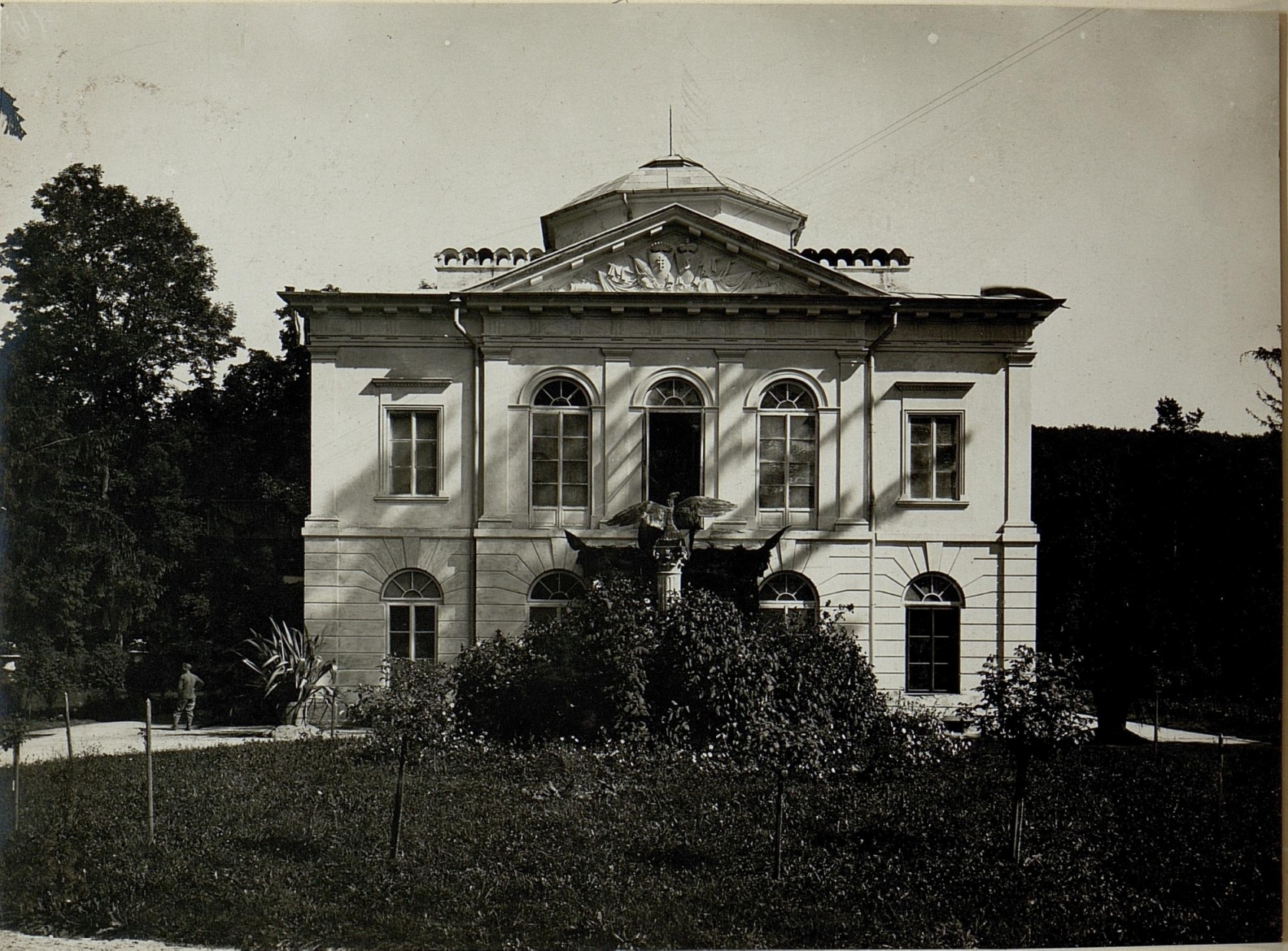
Мисливський палац Потоцьких у 1915 році
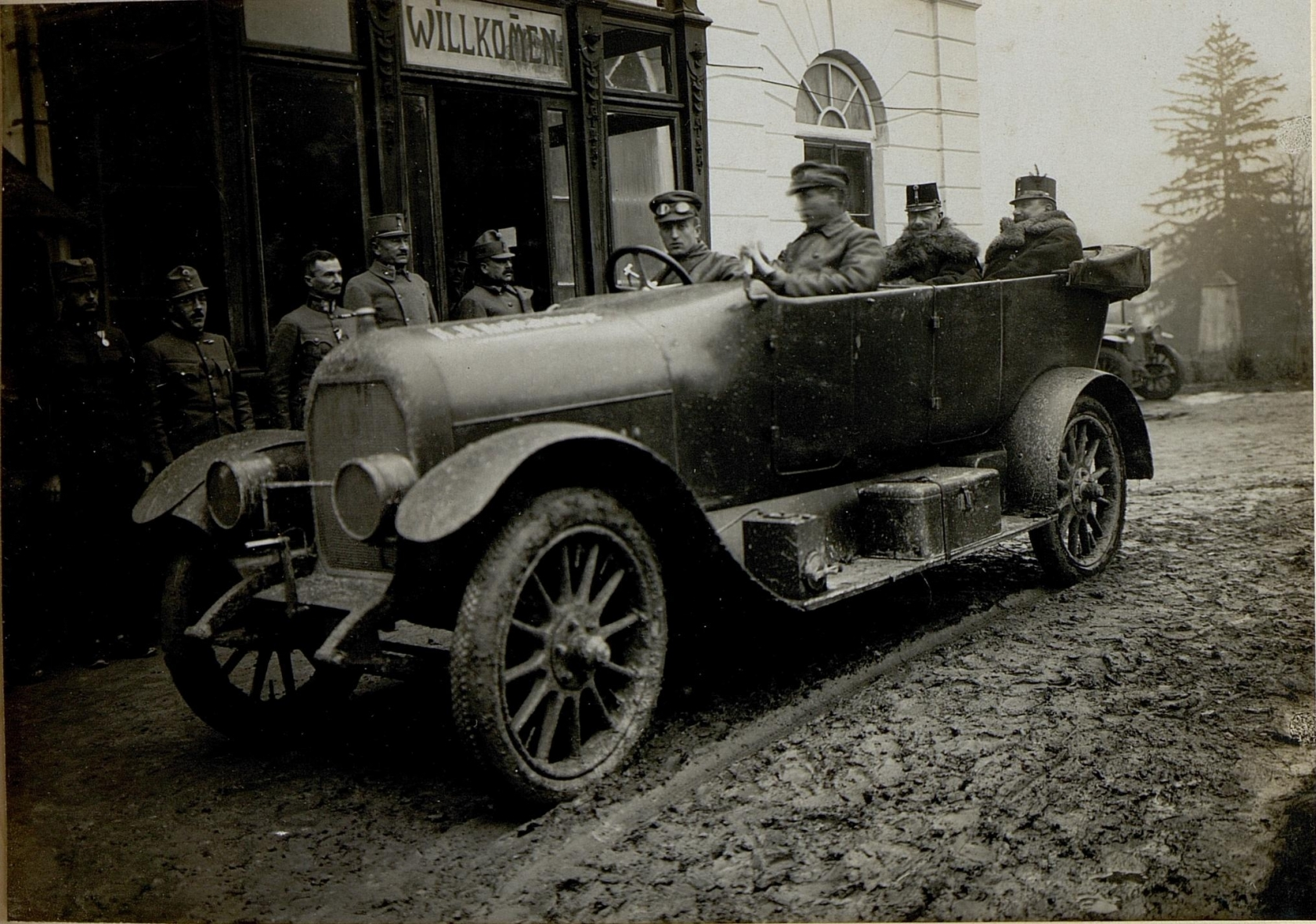
Мисливський палац Потоцьких у 1915 році
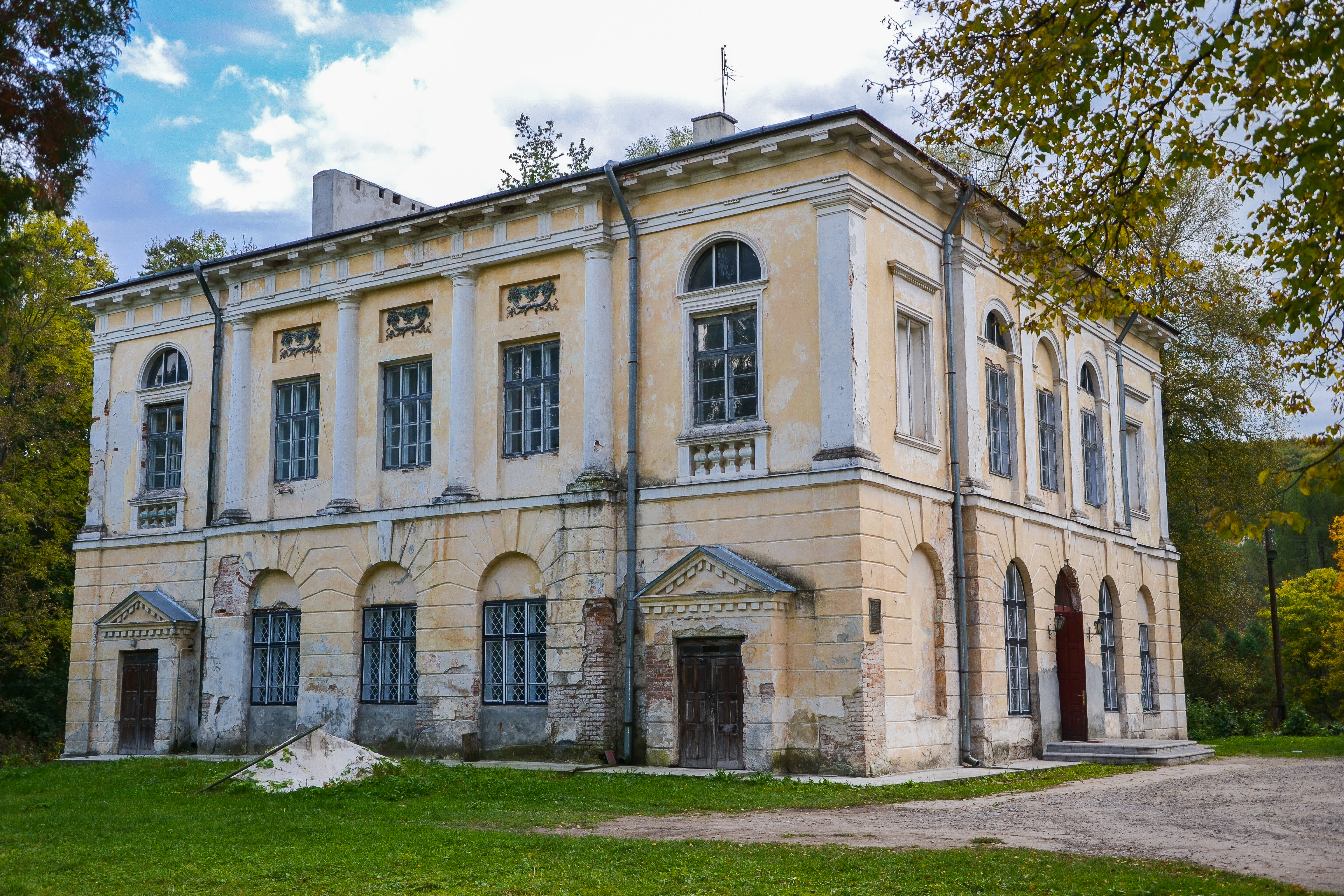
Мисливський палац Потоцьких у 2012 році
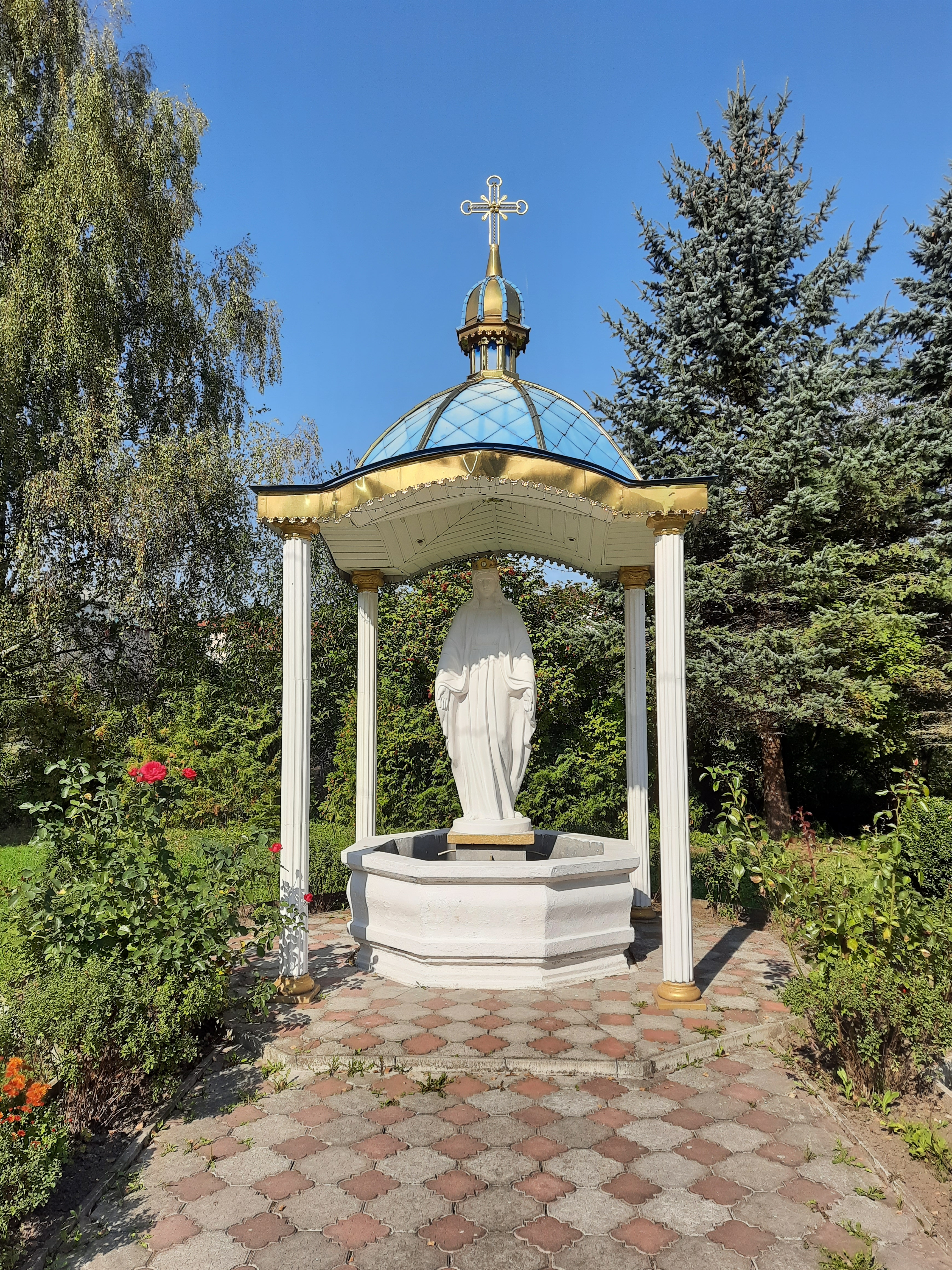
Статуя Божої Матері
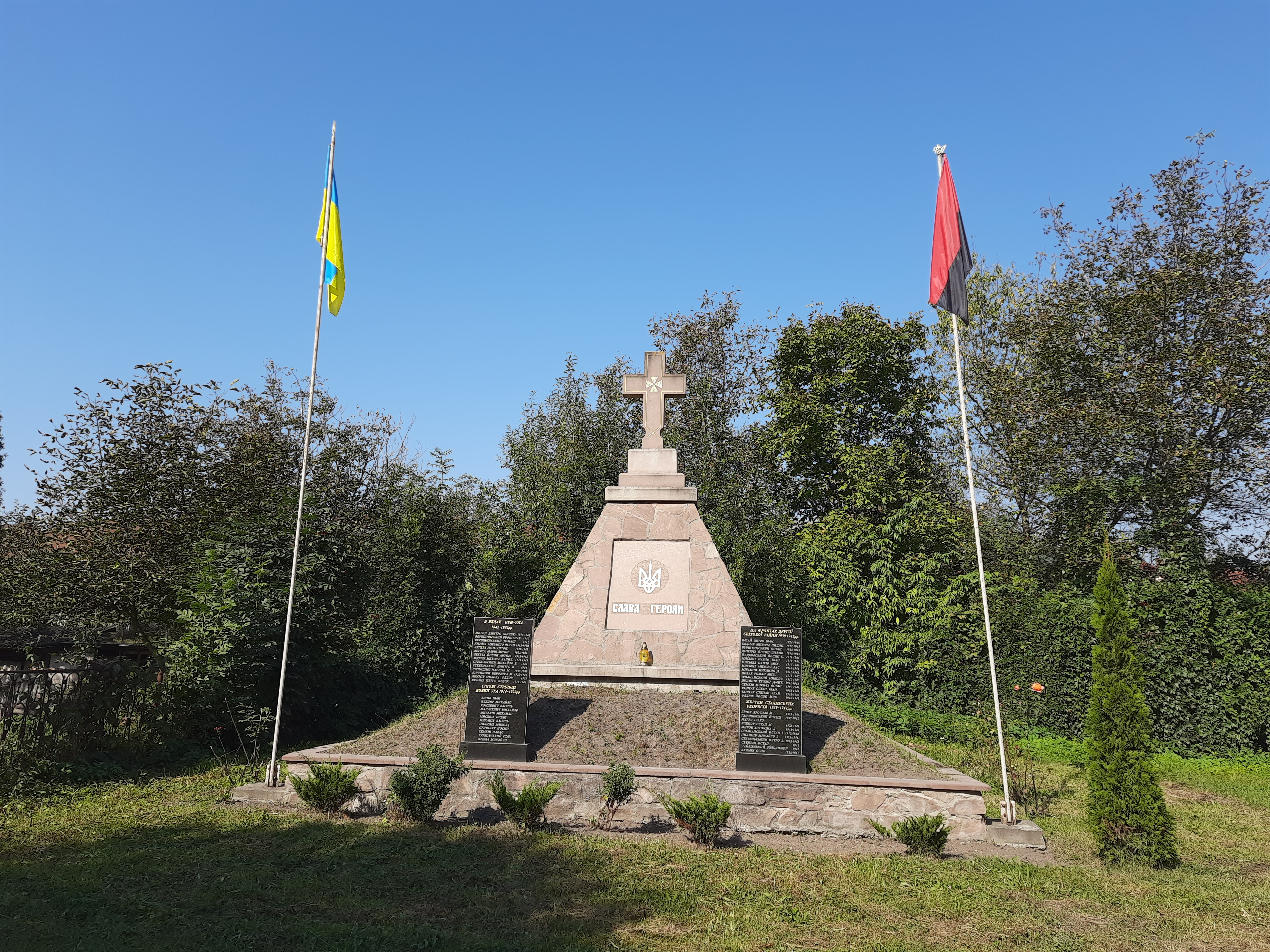
Пам'ятний знак Борцям за волю України
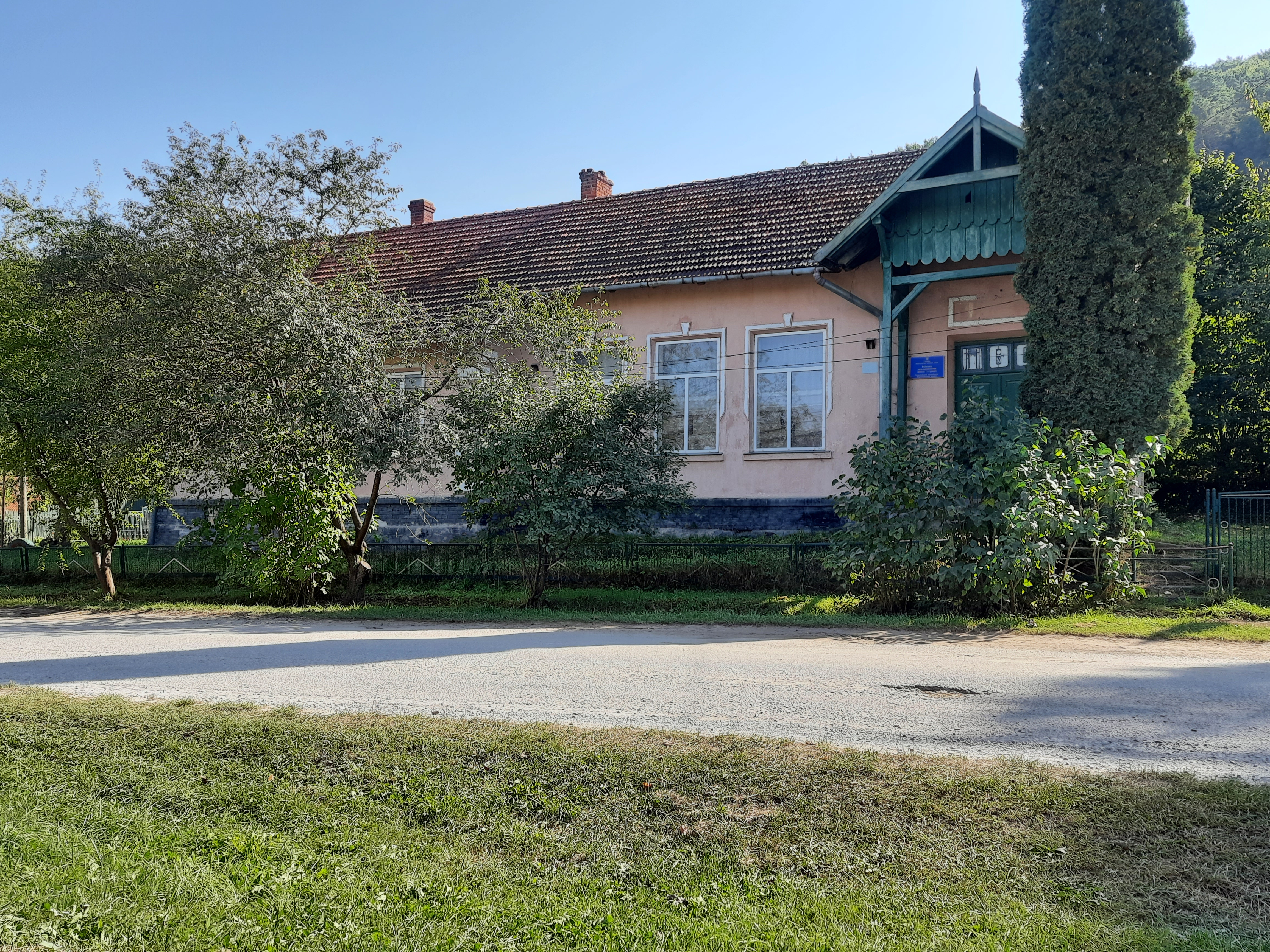
Школа